# Nebeské božstvo

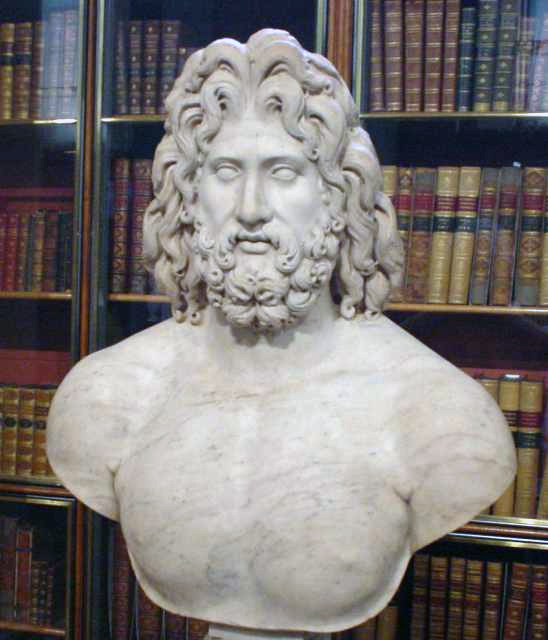
Zeus, řecký bůh nebes a zároveň král bohů a hromovládce

Archetyp nebeského božstva je v mnoha náboženstvích vládcem a stvořitelem světa, bohů a lidí. Často je považován za vševědoucího, vševidoucího a nekonečně moudrého, dárce zákonů a strážce jejich dodržování. Kromě samotného nebe je zpravidla spojován s bouří, hromem, bleskem a deštěm, kvůli čemuž často splývá či je nahrazen hromovládným bohem.
Víra v takového boha se objevuje téměř ve všech lidských společnostech, ale jeho význam však bývá různý. V australských, afrických a severoamerických je nejvyšší bůh zpravidla deus otiosus „nečinný bůh“, který hraje malou roli v kultu a je vzýván jen zřídka. U Indoevropanů nebo na starověkém Předním východě zpravidla byl nahrazen či splynul s jiným božstvem, typicky hromovládcem. V Číně (Nebesa) a u mongolských a turkických národů je zase nebeský bůh svrchovaným vládcem světa.
Až na výjimky je toto božstvo mužské, někdy je mu však vzhledem k jeho spíše neosobnímu charakteru přisuzována bezpohlavnost či androgynie. Častý je také motiv prvotní dvojice mužského Nebe a ženské Země.
S ideou nejvyššího nebeského boha je spojena hypotéza o takzvaném prvotním monoteismu prosazovaná obzvláště takzvanou vídeňskou školou a katolickým badatelem Wilhelmem Schmidtem.

## Posvátnost nebe
Pozorování nebe souvisí s jeho chápáním jako nekonečného a zcela odlišného od člověka a jeho životního prostoru. Nebesa jsou spojována s absolutnem, transcendencí a věčností, jsou příbytkem bohů, někdy i vyvolených lidí či mrtvých. Velkou roli v symbolice nebes hraje směr „nahoru“ spojovaný s božskou mocí a posvátnem.